# Orygocera propycnota
Orygocera propycnota is een vlinder uit de familie van de Depressariidae. Deze soort is voor het eerst wetenschappelijk beschreven door Edward Meyrick in een publicatie uit 1930.
De soort komt voor in Madagaskar.